# Öretjärnarna (Hotagens socken, Jämtland)
Öretjärnarna är en sjö i Krokoms kommun i Jämtland och ingår i Indalsälvens huvudavrinningsområde.